# Guyencourt-sur-Noye
Guyencourt-sur-Noye là một xã ở tỉnh Somme, vùng Hauts-de-France, Pháp.

## Địa lý
Thị trấn này tọa lạc trên đường D116, bên hai bờ sông Noye, khoảng 10 dặm Anh về phía nam của Amiens.

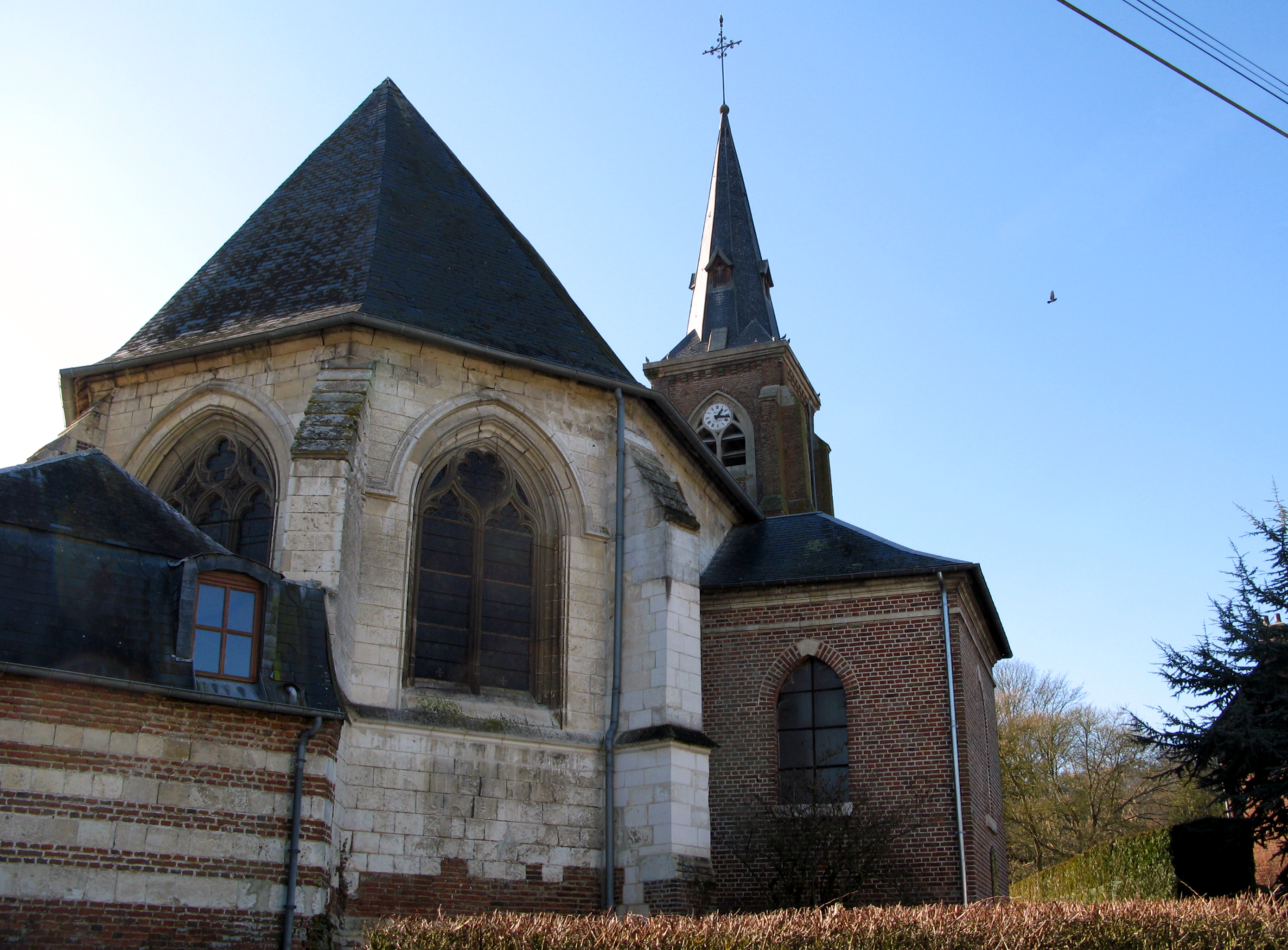
Nhà thờ Guyencourt

## Dân số
| 1896                                                           | 1962 | 1968 | 1975 | 1982 | 1990 | 1999 |
| -------------------------------------------------------------- | ---- | ---- | ---- | ---- | ---- | ---- |
| 207                                                            | 136  | 147  | 175  | 186  | 196  | 201  |
| Số liệu điều tra dân số từ năm 1962, dân số không tính hai lần |      |      |      |      |      |      |